# 曹家渡街道
曹家渡街道是中国上海市静安区所辖的5个街道办事处之一。面积1.5平方公里。户籍人口7.08万（2013年）人。办事处驻武定路1108号。

## 行政区划
曹家渡街道下辖14个居委会：叶庆居委会、武南居委会、中行别业居委会、高荣居委会、万航居委会、武西居委会、长春居委会、玉兰村居委会、姚西居委会、康定居委会、四和花园居委会、三和花园居委会、均泰居委会、达安花园居委会。